# Slag bij Soissons (923)

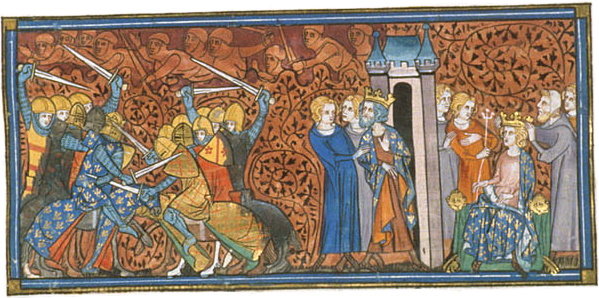
Van links naar rechts: Slag bij Soissons - Karel de Eenvoudige gevangengezet - Rudolf gekroond tot koning

De Slag bij Soissons was een veldslag bij Soissons in het jaar 923 tussen Robert I van West-Francië en koning Karel de Eenvoudige. Robert sneuvelde in de strijd, mogelijk door de hand van koning Karel de Eenvoudige (volgens de legende tijdens een man-tegen-mangevecht), maar Karel verloor de veldslag en werd gevangengenomen.

## Achtergrond
De machtsbasis van Karel de Eenvoudige was altijd al fragiel geweest en hij had weinig macht over de Frankische adel. Vanaf 918 nam het verzet tegen zijn heerschappij verder toe, met als belangrijkste reden de groeiende macht van Hagano, een edelman uit Lotharingen. In 920 werd Karel ontvoerd door een groep Frankische edelen onder leiding van Robert. Zij probeerden Karel te dwingen zijn raadsman Hagano terzijde te schuiven, maar uiteindelijk werd Karel vrijgelaten op aandringen van de aartsbisschop van Reims. In 922 brak echter een opstand uit toen Karel de Abdij van Chelles aan Hagano schonk. Met deze schenking tornde hij immers aan de rechten van Rothilde, dochter van Karel de Kale en schoonmoeder van Hugo, de zoon van Robert. De opstandige adel koos op 29 juni te Soissons Robert tot de nieuwe koning van West-Francië, en de volgende dag werd Robert in  Reims gekroond door de aartsbisschop van Sens.

## Afloop
Op 15 juni 923 kwam het bij Soissons tot een veldslag tussen Robert en Karel. Robert sneuvelde in deze veldslag, maar Karel werd verslagen. Herbert II van Vermandois wist Karel gevangen te nemen, en hij zou uiteindelijk in gevangenschap overlijden in 929.
Op 13 juli 923 werd Rudolf, de schoonzoon van Robert, tot nieuwe koning gekroond.